# Myst
Myst, або MYST — культова відеогра у жанрі графічного квесту, яку розробили брати Міллер — Робін (Robyn Miller) і Ренд (Rand Miller). Гра була розроблена студією Cyan Worlds та видана компанією Brøderbund. Брати Міллер почали роботу в 1991, а 24 вересня 1993-го року завершили для комп'ютерів Macintosh. Відеогра стала зразком створення пригодницьких ігор, започаткувала згодом цілу низку схожих проектів. Крім того, успіх гри дозволив створити цілий Myst-ігросеріал, що містить чотири (в якомусь сенсі навіть п'ять) продовження. Сюжет гри був покладений в основу кількох художніх творів.

## Ігровий процес
Ігровий процес (геймплей) являє собою переміщення гравця в інтерактивному світі з видом від першої особи. Рух здійснюється за допомогою кліків мишею на активних зонах екрану, внаслідок чого відбувається перехід до інших локацій. За допомогою миші гравець також може взаємодіяти з деякими навколишніми об'єктами (наприклад, пересувати їх). На відміну від більшості комп'ютерних ігор тут неможливо загинути від рук ворогів або випадкових обставин, єдиною проблемою для гравця є складні головоломки.
Для завершення подорожі гравець повинен відвідати всі наявні у грі світи, переходячи з одного в інший за допомогою спеціальних книг, і зібрати необхідні предмети. В кінці гри персонаж повертається до того ж місця, де він був на початку подорожі, і, користуючись отриманою в ході пригод інформацією, йому доводиться зробити нелегкий вибір.
За словами розробників, самітна і загадкова атмосфера острова Myst своєю появою зобов'язана перш за все роману «Таємничий острів» французького письменника-фантаста Жюля Верна. Певний вплив на творців гри мав також роман аргентинського письменника Адольфо Біой Касареса «Винахід Мореля».

## Сюжет
Існує як мінімум два варіанти викладу основної сюжетної лінії.
Перший з них - на основі манускриптів народу D'ni з керівництва користувача до гри; другий викладається безпосередньо в грі і допускає певний рівень різночитань і інтерпретацій різних подій.
Відразу слід зазначити, що події гри відбуваються у ранні 1800-ті рр.
За невідомих обставин головний герой гри, позначений як Мандрівник (Stranger), знаходить незвичайну книгу під назвою «Myst». Згідно з керівництвом користувача, він читає книгу і знаходить докладний опис якогось острову. Коли герой доходить до останньої сторінки і кладе на неї руку, невідома сила несподівано переміщає його до світу, про який він щойно читав. Проте, в самій грі все відбувається трохи інакше: герой розгортає книгу і бачить на першій сторінці малюнок загадкового острова, Мандрівник торкається зображення і переміщається до цього світу, нічого про нього заздалегідь не знаючи.
На острові Myst розташована бібліотека, в якій, крім інших, є дві особливі книги: червона і синя. Ці книги є пастками- в'язницями, в яких ув'язнені Сіррус (Sirrus) і Ахена́р (Achenar). Обидва вони є синами якогось А́труса (Atrus). Як з'ясовується пізніше, Атрус — це загадковий творець і власник острова Myst, який володіє стародавньою здатністю писати книги-світи і втілювати їх в реальність. Дана здатність називається Мистецтвом запису (Art of Writing). Саме Атрус, за словами братів, ув'язнив їх у книгах, вони благають Мандрівника дати їм свободу. Відразу впадає в око, що в червоній і синій книгах пропущено кілька сторінок, через що мова братів звучить нерозбірливо і не до кінця зрозуміла. Саме пропущені сторінки і належить відшукати Мандрівникові в цьому таємничому місці.
Вивчаючи острів і розв'язуючи складні головоломки, Мандрівник знаходить чотири книги-портали, які ведуть до інших світів. Відвідуючи кожний з них, герой відшукує червоні або сині сторінки, після чого повертається назад на острів Myst. Сторінки додаються у відповідну книгу (гравець сам вирішує, кому допомагати), і мова братів стає все більш ясною і зрозумілою. Після виявлення всіх чотирьох сторінок для кожної з книг брати повідомляють Мандрівника, що для їх повного звільнення необхідна також і єдина п'ята сторінка. Який вибір зробити в даній ситуації: звільнити одного з братів або не звільняти нікого? Тим більше, що поряд з'являється ще й третя книга — зелена, в якій перебуває сам Атрус…

## Світи
Переміщення між світами відбувається за допомогою книг-порталів, написаних Атрусом (?) і захованих у важкодоступних місцях. Щоб отримати доступ до однієї з книг, доведеться вирішувати складні, але цікаві загадки. Кожна книга переносить Мандрівника до того світу, який вона описує. Саме Мистецтво запису і створення подібних книг було винайдене стародавньою цивілізацією D'ni, яка, за переказами, жила в найглибшій печері на нашій планеті.
У грі представлені такі світи:
- Myst Island — початок подорожі і місце, з якого відбувається переміщення в інші світи.
- The Channelwood Age — невеликий світ, затоплена територія, по якій від дерева до дерева прокладені містки — місцеві стежини. Тут всім управляє вода.
- The Stoneship Age — оточені рифами непривітні острови, на яких постійно лютує шторм і ллє дощ. Головна визначна пам'ятка цих місць — розбитий корабель посеред скель.
- The Selenitic Age — крупний острів, на якому є кілька скелястих башт, невеликий ліс і величезні підземелля.
- The Mechanical Age — острів-фортеця, що обертається, оточений трьома невеликими острівцями.
- The Rime Age — цей світ доступний тільки як спеціальний бонус наприкінці realMYST (3d версія гри MYST), а також у виданнях оригінальної гри для PlayStation Portable і Nintendo DS. Цей світ розташований десь в арктичних широтах, де панують льоди і північні сяйва.
- D'ni (острів Kveer) — світ, в якому поміщений Атрус.
- Spire і Haven — червона і синя книги відповідно, в яких поміщені брати. Світи оповиті мороком таємниці, проте звуки, що лунають з книг, допомагають уявити загальну картину природи кожного з них: Spire асоціюється з гуркотінням, грозою, а Haven — зі співом птахів, шумом бризу (дослідити ці світи є можливість в Myst 4: Revelation)

## Розробка
Творчий колектив, який узявся за створення гри, складався з чотирьох людей: до нього входили брати Міллери, художник Чак Картер (Chuck Carter) і звукоінженер Кріс Брендкамп (Chris Brandkamp). Розробників підтримувала японська компанія Sunsoft. Художні ролі в команді розподілилися таким чином: Робін Міллер робив дизайн острова Myst і світів Stoneship і Channelwood, а в цей час Чак Картер створював проекти світів Selenitic, Mechanical Age і цивілізації D'ni.
Гра створювалася на комп'ютерах серії Macintosh виробництва компанії Apple (в основному це були Macintosh Quadras, проте музика писалася на Macintosh SE). Моделювання і рендерінг кожної сцени виконувалися в програмі StrataVision 3D, а також Macromedia MacroModel. Окремі зображення редагувалися в Photoshop 1.0. Один зі співробітників компанії ILM Джон Нолл (John Knoll) розробив спеціальний плагін для Photoshop, який дозволяє працювати з анімацією окремих зображень. А за допомогою Premiere розробники створювали відеоефекти.
Оригінальний Macintosh працював на основі технології HyperCard (переглядач файлів з гіпертекстовими можливостями). Кожен створений розробниками світ був унікальним стеком HyperCard. При створенні гри були використані HyperTalk, QuickTime, Simplex HyperTint. Компресія відеозображень здійснювалася за допомогою Cinepak. Зображення були завантажені до гри як 8-бітові PICT-ресурси з наперед встановленою колірною палітрою. В результаті, попри низьку бітність колірного рішення, була встановлена висока графічна планка для ери 8-бітових ігор, на яку відтоді були змушені рівнятися всі розробники.

## Успіх гри
Myst разом із продовженнями розійшовся по світу тиражем близько 12 млн. копій  — впродовж довгого часу це був найбільший тираж серед комп'ютерних ігор. Це досягнення згодом змогла перевершити тільки одна гра — The Sims. Складові серії Myst:
- чотири сиквели: Riven, Myst 3: Exile, Myst 4: Revelation і Myst 5: End of Ages;
- два римейки: Myst Masterpiece Edition і realMYST;
- Uru: Ages Beyond Myst і два аддони до нього, Uru: To D'ni і Uru: The Path of the Shell є іграми-гібридами, що зібрали найкращі знахідки оригінальної серії Myst і створені на основі її ігрового світу. Пізніше серія Uru була видана під назвою Myst Uru: Complete Chronicles;
- Uru Live — MMORPG-версія Uru. Незабаром після появи в Інтернеті бета-версії проект був заморожений, але пізніше відновлений під назвою Until Uru. Фінальною назвою релізу став Myst Online: Uru Live, гра з'явилася 15 лютого 2007 і стала доступна за передплатою на території США і Канади;
- три романи, написаних братами Міллерами за участю Девіда Уїнгроува (David Wingrove) і опублікованих видавництвом Hyperion Books: Myst: The Book of Atrus, Myst: The Book of Ti'ana і Myst: The Book of D'ni;
- два комікси опубліковані видавництвом Dark Horse Comics під назвою The Book of Black Ships і Passages. Пізніше серія коміксів була закрита через непорозуміння творців гри з видавництвом.

## Перевидання

### Myst: Masterpiece Edition
Myst: Masterpiece Edition — це оновлена версія оригінальної гри, яка з'явилася 1 вересня 1999.
Список основних виправлень і додавань наступний:
- 8-бітові зображення замінені на 24-бітові (Color);
- додані додаткові точки огляду;
- змінені звукові ефекти і музика;
- додана внутрішньоігрова карта і підказки.

### Myst DVD 10th Anniversary Edition
До цього ювілейного видання, присвяченого десятиліттю оригінальної гри, були включені виправлення багів і відновлення оригінальної звукової доріжки. Як бонус додані версії Riven і Myst 3: Exile.

### realMYST
realMyst: Interactive 3D Edition — головний ремейк оригінальної гри, випущений 17 листопада 2000.
Основні особливості:
- гра була виконана на повністю тривимірному рушію Plasma версії 1.0, пізніше використаному в Uru: Ages Beyond Myst (версія 2.0) і Myst 5: End of Ages (версія 2.1);
- управління персонажем в результаті приходу повного 3D отримало новий рівень свободи;
- додані нові реалістичні погодні ефекти і зміна часу на добу;
- незначні зміни головного острова (наприклад, додана могила Ті'а́ни (Ti'ana)), тісніше зв'язали сюжет з подіями романів по грі;
- наново перезняли всі відеосцени;
- незначні зміни навколишнього середовища (поява нового вигляду ліхтарів) і повна заміна текстур на реалістичніші;
- у сюжет гри доданий новий світ The Rime Age;
- трейлер гри був настільки складним за виконанням, що багато хто сприйняв кадри з нього за кадри з кінофільму.

Продажі гри були припинені практично відразу після випуску першого тиражу, а все через те, що більшість комп'ютерів демонстрували дуже слабку продуктивність із запущеною на них грою.

### Видання на PSP
У 2005-му році компанія Midway оголосила про розробку ремейка гри для популярної приставки PlayStation Portable. Це перевидання повинно було включати і виправлення багів оригінальної гри, і додатковий світ The Rime Age, який фани бачили ще в realMYST. 15 червня 2006 року гра вийшла в Японії, 21 грудня 2006 — в Австралії, а трохи пізніше — в Європі та Північній Америці.

### Видання на Pocket PC
Портування гри на Pocket РС виконувала компанія Mean Hamster Software.

### Видання на Nintendo DS
Реліз гри на цій приставці мав відбутися у 2007-му році.

## Цікаві факти
- Спочатку вважалося, що творцем острова Myst є Атрус, проте пізніше, після виходу першого роману Myst: The Book of Atrus, з'ясувалося, що світ був створений його бабусею, Ті'аною.
- У Німеччині назва гри послужила об'єктом для жартів і насмішок. Хоча слово «myst» походить від англійського «mysterious», в Німеччині воно асоціюється із словом «Mist» («гній», «непотріб», «дурниця»).
- Три гри серії — Myst, Riven і Myst 5: End of Ages — є розробкою компанії Cyan Worlds. Розробкою двох інших ігор — Myst 3: Exile і Myst 4: Revelation — займалися Presto Studios і Ubisoft відповідно. Різні розробники запропонували різні підходи до стилю і атмосфери гри. Наприклад, в Myst 4: Revelation книги-в'язниці Spire і Haven представлені у вигляді повноцінних світів, проте в перших іграх серії ці книги розглядалися виключно як маленькі простори без можливості переміщення по них.
- Прототипом зображення першого короля D'ni Ринерефа (Ri'neref), що зустрічається на мозаїці в грі, послужив Чак Картер, один з розробників оригінальної гри.
- Нарівні з грою The 7th Guest Myst сприяв популяризації приводів CD-ROM.
- У серії Treehouse of Horror VI сьомого сезону популярного мультсеріалу The Simpsons уважний глядач може побачити бібліотеку острова Myst і почути музику з гри.
- Міні-серіал на основі гри планувався телевізійною компанією Mandalay Television Pictures з участю Cyan Worlds.